# 第一區艦隊旗艦司令
第一區艦隊旗艦司令（英語：Flag Officer First Flotilla）是英國皇家海軍於1971年至1990年所設立的一個海軍將級軍官職位，負責指揮皇家海軍第一區艦隊。 

## 概述
英國皇家海軍之西方艦隊和遠東艦隊於1971年合併，皆歸由一位艦隊總司令指揮，有三位海軍少將向這個艦隊總司令負責，分別為第一區艦隊旗艦司令、第二區艦隊旗艦司令和航空母艦與兩棲艦艇旗艦司令。
第一區艦隊旗艦司令由英國國防大臣提名，經由女王會同樞密院同意之後，由英國首相指派，該職位沒有固定的任期，然而通常為一到四年。第一區艦隊旗艦司令的職務內容必須向其直屬上級軍官：艦隊總司令報告。 

## 歷任司令
歷任第一區艦隊旗艦司令如下：
海軍少將約翰·厄恩勒·波普：1969年11月至1971年7月。 
海軍少將阿瑟·麥肯齊·鮑爾：1971年7月至1973年1月。
海軍中將伊萬·傑弗里·雷克斯：1973年1月至1974年3月。 
海軍中將亨利·科尼爾斯·利奇：1974年3月至1975年11月。
海軍中將安東尼·莫頓：1975年11月至1977年3月。
海軍少將羅伯特·里斯利斯·奎爾斯：1977年3月至1978年10月。 
海軍少將大衛·約翰·哈利法克斯：1978年10月至1980年4月。
海軍少將大衛.康拉德.詹金：1980年4月至1981年7月。 
海軍少將約翰·福斯特·伍德沃德爵士：1981年7月至1983年4月。
海軍少將約翰·傑里米·布萊克：1983年4月至1984年4月。
海軍少將羅賓·特羅·霍格：1984年4月至1986年10月。
海軍中將約翰·貝弗利·克爾：1986年10月至1988年7月。
海軍中將約翰·考沃德：1988年7月至1989年9月。
海軍中將彼得·伍德海德：1989年9月至1990年。

## 轄下單位
第一區艦隊旗艦司令轄下單位如下：
第一巡防艦分艦隊：1972年至1981年。
第二巡防艦分艦隊：1972年至1981年。
第三巡防艦分艦隊：1972年至1977年。 
第四巡防艦分艦隊：1972年至1976年。
第五巡防艦分艦隊：1976年至1977年。
第六巡防艦分艦隊：1977年至1981年。
第三驅逐艦分艦隊：1980年至1990年。